# Budziszcze
Budziszcze (niem.  Karolinenhof ) – przysiółek wsi Bonin w Polsce położona w województwie zachodniopomorskim, w powiecie łobeskim, w gminie Łobez. Według danych z 29 września 2014 r. wieś miała mieszkańców 38 mieszkających w 11 domach.
W latach 1818 – 1945 miejscowość administracyjnie należała do Landkreis Regenwalde (Powiat Resko) z siedzibą do roku 1860 w Resku, a następnie w Łobzie. W latach 1933 i 1939 miejscowość liczyła odpowiednio 267 i 258 mieszkańców.
W latach 1975–1998 miejscowość administracyjnie należała do województwa szczecińskiego.